# St. Matthews (Kentucky)
St. Matthews è una città degli Stati Uniti d'America, nella contea di Jefferson, nello Stato del Kentucky.